# Abdulla Machmudowitsch Bugajew
Abdulla Machmudowitsch Bugajew (kasachisch Абдулла Махмудович Бугаев; * 1. Januar 1949 in Kasachische SSR) ist ein tschetschenischer Politiker und war Präsidentschaftskandidat der Opposition bei den umstrittenen Wahlen im August 2004.

## Biographie
Bugajew lehrte zwischen 1978 und 1993 als Lehrer an der Staatlichen Tschetschenisch-Inguschischen Universität (heute Tschetschenische Staatliche Universität). 1990 wurde er zum Abgeordneten des Obersten Sowjets von Tschetscheno-Inguschetien gewählt. 
Nachdem Dschochar Mussajewitsch Dudajew 1991 in Tschetschenien an die Macht gekommen war, ging Bugajew in die Opposition. 1996 wurde er als Abgeordneter in die Volksversammlung der Republik Tschetschenien gewählt. Vom Juni 2000 bis Februar 2001 war er erster stellvertretender Verwaltungsleiter von Tschetschenien unter Achmat Abdulchamidowitsch Kadyrow.
Bugajew ging als einer der wenigen zugelassenen Kandidaten für die Opposition ins Rennen und erhielt sechs Prozent der Stimmen. Bei der umstrittenen Wahl, deren Ordnungsmäßigkeit nicht durch offizielle Wahlbeobachter aus dem Ausland begleitet wurde, kam er in seiner eigenen Hochburg im nordwestlichen Nadteretschny-Bezirk lediglich auf ein Prozent der Stimmen.
Der vom Kreml unterstützte Kandidat Alu Dadaschewitsch Alchanow gewann die Präsidentschaftswahlen mit 74 Prozent, Abdulla Bugajew hat offiziell Beschwerde gegen die Wahl eingelegt.